# Terre-et-Marais
Terre-et-Marais is een gemeente in het Franse departement Manche (regio Normandië). De plaats maakt deel uit van het arrondissement Saint-Lô. Terre-et-Marais is op 1 januari 2016 ontstaan door de fusie van de gemeenten Sainteny en Saint-Georges-de-Bohon. De gemeente telde 1.288 inwoners op 1 januari 2022.

## Geografie
De oppervlakte van Terre-et-Marais bedroeg op 1 januari 2022 35,59 vierkante kilometer; de bevolkingsdichtheid was toen 36,2 inwoners per km².

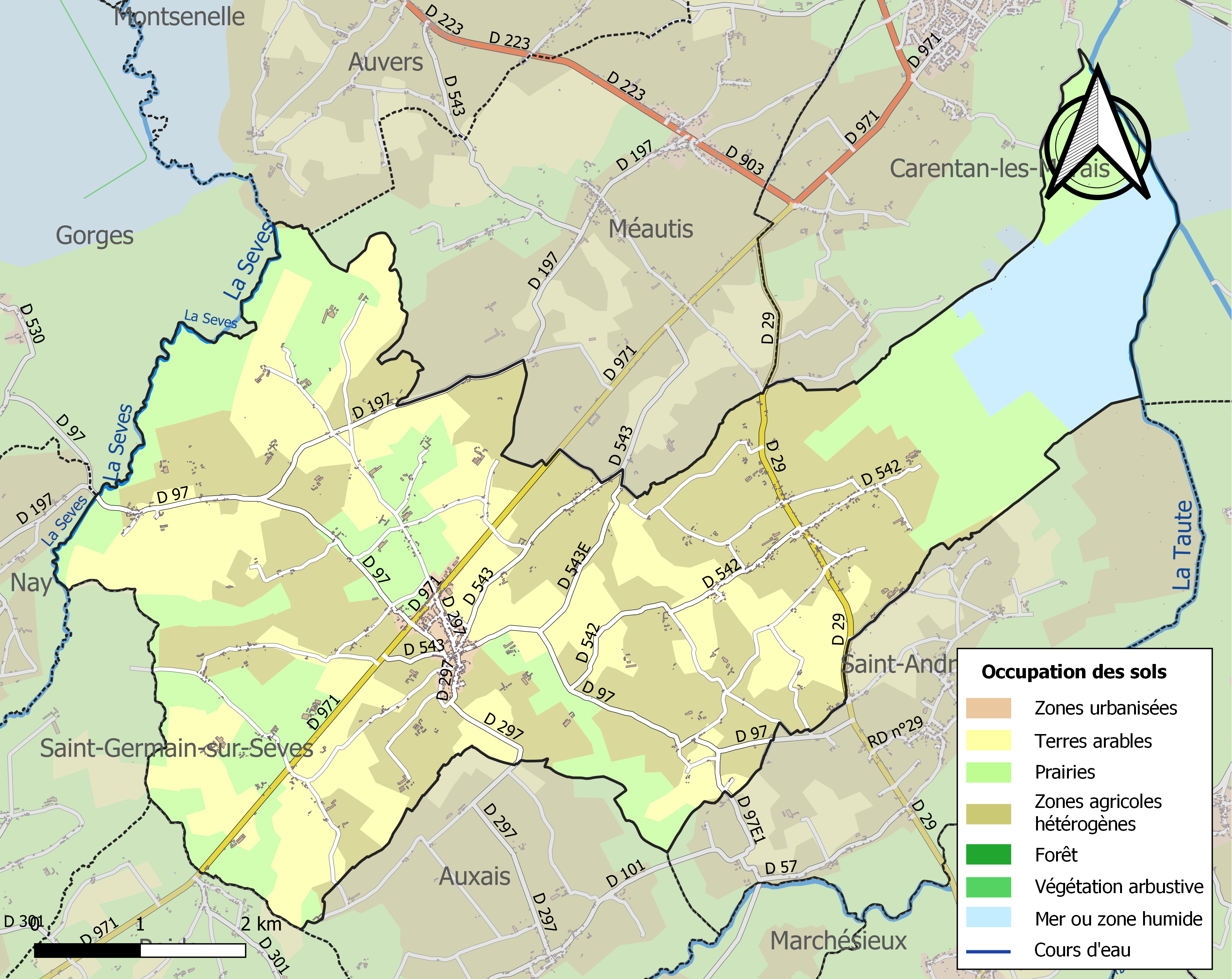
Kaart van de gemeente met de belangrijkste infrastructuur, bodemgebruik en omliggende gemeenten